# Nicetas (primo de Heráclio)
Nicetas (em grego: Nικήτας; romaniz.: Nikétas) era primo do imperador Heráclio (r. 610–641). Desempenhou um papel importante na revolta contra Focas que levou Heráclio ao trono, quando capturou o Egito para seu primo. Permaneceu governador do Egito (ou pelo menos Alexandria) depois disso, e participou também da Guerra Bizantino-Sassânida de 602-628, mas não conseguiu impedir a conquista sassânida do Egito ca. 618/9. Desaparece das fontes depois disso, mas possivelmente serviu como exarca da África até sua morte.

## Vida

### Rebelião contra Focas e conquista do Egito

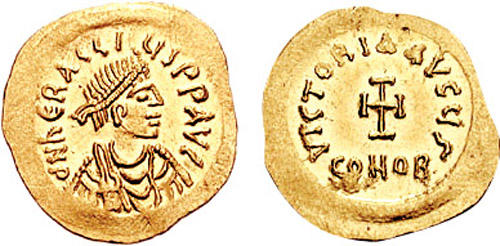
Tremisse de Heráclio r.

Nicetas era filho do patrício Gregoras, irmão do Exarca da África Heráclio, o Velho, sob o qual serviu como mestre dos soldados da África. Quando Heráclio, o Velho lançou uma rebelião contra o usurpador Focas em 608, Nicetas e seu pai a apoiaram. O filho do exarca, Heráclio, o Jovem, foi o candidato da rebelião para substituir Focas, e com uma frota partiu diretamente à capital imperial, Constantinopla, que tomou em 5 de outubro de 610. Ao mesmo tempo, com suas forças aumentadas por auxilares berberes, Nicetas empreendeu a conquista por terra da Cirenaica e do Egito. O patriarca de Constantinopla Nicéforo I do século IX relata que os dois primos estavam envolvidos em uma "corrida" por Constantinopla e pelo trono imperial, mas isso é claramente uma lenda.
A causa de Nicetas foi auxiliada por facções insatisfeitas dentro do próprio Egito, incluindo o ex-prefeito de Alexandria Teodoro e seus filhos, provavelmente a muito rica e poderosa família egípcia dos Apiões, e até mesmo por profecias e portentos espalhados por homens santos que se opunham à tirania de Focas. Cirenaica caiu facilmente, e o vice de Nicetas, Bonacis, foi enviado contra o Egito com três mil bizantinos e muitos outros auxiliares berberes. De acordo com o relato de João de Niciu, o prefeito de Mareótis foi subornado para mudar de lado e, em uma batalha diante de Alexandria, as forças de Nicetas derrotaram e mataram o general de Focas. A população da cidade se levantou em apoio às forças de Nicetas, o patriarca, governador e tesoureiro fugiram, e Nicetas fez a população proclamar seu primo como imperador.
Bonacis foi então despachado para completar a conquista do delta do Nilo, mas duas guarnições, em Semanube e Atribe, resistiram até que Focas enviou um general, Bonoso, da Palestina para recuperar o Egito. Bonoso foi inicialmente bem-sucedido, pois derrotou, capturou e executou Bonacis e capturou Niciu, onde executou várias figuras importantes que apoiaram a rebelião. Nesse meio tempo, Alexandria foi atormentada por lutas faccionais entre os Azuis, que ainda apoiavam Focas, e os Verdes, que apoiavam a rebelião, mas em pouco tempo os Azuis mudaram de lado e Nicetas conseguiu reunir novas tropas e repelir duas tentativas de Bonoso para capturar a cidade. Consternado, Bonoso recuou e, eventualmente, embarcou de Pelúsio para Constantinopla. Após sua partida, os heráclidas consolidaram seu controle do Egito, um processo que foi concluído no verão de 610.

### Governo do Egito e guerra persa
Do Egito, Nicetas aparentemente marchou à Palestina para subjugar os leais a Focas, mas logo retornou ao Egito, onde foi instalado como governador. Seu cargo exato não é claro — geralmente é simplesmente mencionado por seu posto de patrício, que provavelmente recebeu em 610 — mas possivelmente era duque e augustal de Alexandria. Como comenta Walter Kaegi, em vista da confiança mútua entre Nicetas e Heráclio, isso fazia todo o sentido, já que o Egito contribuía com cerca de 30% da receita anual da prefeitura pretoriana do Oriente, e o novo regime "não desejaria que algum outra figura politicamente ambiciosa provocasse uma nova agitação lá, como eles mesmos haviam feito recentemente". No Egito, Nicetas patrocinou a eleição de João, o Misericordioso como patriarca de Alexandria, com quem ele se tornou um irmão ritual através do rito da adelphopoiesis.
Mais tarde, em 615 ou 616, ajudou a reconciliar as igrejas monofisistas de Alexandria e Antioquia, mas não está claro se permaneceu continuamente no cargo; de qualquer forma, esteve ausente do Egito por vários períodos prolongados. Assim, no verão de 612, visitou Constantinopla, onde foi recebido com grande pompa. De acordo com a Crônica Pascoal, trouxe consigo a Esponja Sagrada e a Lança Sagrada, que foram objetos de serviços especiais realizados na capital no outono.[a] Heráclio teria deixado o controle da capital para Nicetas quando foi à Capadócia para conhecer Prisco, que estava sitiando os persas sassânidas em Cesareia. Durante este tempo, de acordo com a hagiografia de Teodoro de Siceão, supostamente adoeceu e foi curado pela intercessão do santo. Quando Prisco caiu em desgraça pouco depois, em 5 de dezembro de 612 Nicetas o sucedeu como conde dos excubitores, o comandante da guarda imperial.
Em 613, Nicetas acompanhou Heráclio em sua campanha contra os persas, mas os dois primos foram derrotados na Batalha de Antioquia por Saíno, uma derrota que resultou na rápida queda da Síria aos persas. Parece, no entanto, que Nicetas conseguiu uma vitória dispendiosa perto de Emesa, possivelmente em 614. É provavelmente que nesta ocasião estátuas em homenagem a ele foram erguidas em Constantinopla. As vitórias persas e a escassez de fundos forçaram Nicetas a pedir ajuda a seu amigo, o patriarca João, e requisitar fundos da Igreja Alexandrina. Após a conquista da Síria e da Palestina, o general persa Sarbaro iniciou a invasão do Egito. O papel de Nicetas na preparação e durante a defesa da província, bem como o curso detalhado da invasão, são desconhecidos, mas tanto ele quanto o patriarca fugiram de Alexandria para Chipre e depois para Rodes, pouco antes de sua queda para os persas. Nicetas desaparece das fontes depois disso, mas com base em uma anedota posterior foi sugerido por Charles Diehl que passou a governar a África até sua provável morte em 628/9. Outros estudiosos, no entanto, incluindo os editores da Prosopografia do Império Romano Tardio, consideram esta interpretação improvável.

## Família
Nicetas era o pai da imperatriz Gregória, esposa de Constantino III (r. 641), e talvez também de um patrício Nicetas, atestado em 639, e do exarca da África Gregório.